# Acacia fauntleroyi
Acacia fauntleroyi är en ärtväxtart som först beskrevs av Joseph Henry Maiden, och fick sitt nu gällande namn av Joseph Henry Maiden och Blakeley. Acacia fauntleroyi ingår i släktet akacior, och familjen ärtväxter. Inga underarter finns listade i Catalogue of Life.